# Смирнов, Николай Фёдорович (сапёр)
Николай Фёдорович Смирнов (1907—1943) — ефрейтор Рабоче-крестьянской Красной Армии, участник Великой Отечественной войны, Герой Советского Союза (1943).

## Биография
Николай Смирнов родился 12 ноября 1907 года в деревне Попадино (ныне — Антроповский район Костромской области). После окончания начальной школы работал в колхозе. В июле 1941 года Смирнов был призван на службу в Рабоче-крестьянскую Красную Армию и направлен на фронт Великой Отечественной войны.
К октябрю 1943 года ефрейтор Николай Смирнов был сапёром 233-го отдельного сапёрного батальона 149-й стрелковой дивизии 65-й армии Центрального фронта. Отличился во время битвы за Днепр. 15 октября 1943 года Смирнов переправлял советских бойцов и командиров через Днепр на территории Лоевского района Гомельской области Белорусской ССР. Когда лодка Смирнова была потоплена, он нашёл другую и продолжил выполнять боевую задачу. Во время очередного рейса Смирнов был убит. Похоронен в братской могиле в селе Лопатни Репкинского района Черниговской области Украины.

## Награды и звания
Указом Президиума Верховного Совета СССР от 30 октября 1943 года за «образцовое выполнение боевых заданий командования на фронте борьбы с немецкими захватчиками и проявленные при этом мужество и героизм» ефрейтор Николай Смирнов посмертно был удостоен высокого звания Героя Советского Союза. Также был награждён орденами Ленина и Красной Звезды.

## Память
В честь Смирнова названа улица в Антропово, деревне Крупейки Лоевского района Гомельской области.